# Йодль (пение)
Йодль (нем. Jodeln) в культуре различных народов и народностей — особая манера пения без слов, с характерным быстрым переключением голосовых регистров, то есть с чередованием грудных и фальцетных звуков. 
Принятое у тирольцев название этого жанра — йодль (йодлер, йодлинг) является звукоподражательным. Как правило, альпийские певцы выпевают в этой своеобразной манере звукосочетания вроде «Hodaro», «Iohodraeho», «Holadaittijo» и тому подобное.
Согласно Оксфордскому английскому словарю, слово «yodel» произошло от немецкого (в оригинале — баварского) «jodeln», означающего «произносить слог йо».

## История
История йодля начинается ещё с докельтских времён. С помощью йодля общались между собой пастухи и собиратели ягод, рубщики леса и добытчики угля. Также он служил паролем для пастухов. Издавна йодль использовали как способ связи, и он оказался самым сильным из чисто голосовых средств коммуникации. Изначально этот способ связи преследовал основную цель — докричаться до соседнего населённого пункта, до отдалённой хижины, до другого края долины. Сложная структура голоса в высокогорном воздухе разносится очень далеко. Так как йодль является своего рода паролем, то те, кому адресован данный «пастуший призыв», отвечают тем же способом. Даже домашний скот реагирует на голос йодлера, начиная качать головами и звенеть привязанными на шеях колокольчиками.

## В народной музыке
- В швейцарской народной музыке техника появилась, вероятно, среди альпийских пастухов, как способ перекликаться, находясь на вершинах гор, и после стала традиционной для всей Швейцарии.
- В персидской и азербайджанской классической музыке поющий часто использует «тахрир» — йодлинговую технику, для которой характерны колебания на соседних тонах.
- В грузинской традиционной музыке используется техника «криманчули», также напоминающая йодль.
- В Центральной Африке пигмеи используют подобное йодлингу сложное многозвуковое пение.
- Технику йодля можно встретить и в американской фолк-музыке.
- На северо-западе России (Ленинградская, Новгородская, Псковская области) аналогами йодлей являлись «гойканье» и «(а)уканье», использовавшиеся пастухами и посетителями лесов, соответственно[2].
- В юго - западной Индии музыкальный жанр в вокальной традиции карнатик; музыкальное и голосовое исполнение нот звукового ряда "Сарегамападхани".

### Общие черты народных музыкальных образов, родственных  йодлю
- интонационная система (возгласное и плачевое интонирование)[1]
- звуковые образы (например, «зов-окликание», «окликание-жалоба»)[1]
- исполнение данных музыкальных форм на природных объектах (ржаное поле, пастбище, лес) с посылом голоса в пространство[1]
- идентичная (коммуникативная) функция: зов, направленный на сбор животных;
- перекличка жниц в «жнивных» частушках, а также работающих в поле крестьян;
- полевые голошения, обращённые к предполагаемому слушателю;
- намеренный посыл голоса с целью услышать либо отзыв, либо отголосок (эхо), воспринимаемый как голос умершего родственника[1].

## Техника
Человеческий голос часто делят на два различных режима работы гортани, называемых грудным и фальцетным голосами, которые отличаются разным смыканием голосовых складок. Большинство людей может пропеть часть диапазона в грудном режиме и часть в фальцетном режиме. Обыкновенно заметна разница между этими двумя режимами, особенно у неопытных певцов. Опытный певец, контролирующий свой голос, может легко переходить из фальцетного режима в грудной и обратно.
Йодль — это одно из наиболее развитых и сложных применений такой техники, поскольку певец меняет режим работы гортани несколько раз за короткий промежуток времени и на большой громкости. Путём повторяющегося перехода между двумя регистрами и достигается этот, один из наиболее отличительных в музыке, эффект.
Например, в знаменитом припеве авторства Джимми Роджерса «Йодл — ай — ИИИ — уууу», слог «ИИИ» поётся в фальцетном режиме, тогда как остальные слоги — в грудном.
Быстрая смена регистров – низкого грудного и высокого головного (фальцет),  ходы по звукам аккордов терцового строения, частые скачки на широкие интервалы (кварта, секста, децима)- все это йодль.
Техника исполнения йодля может воспроизводиться двумя или несколькими певцами (йодлерами) канонообразно, с перекрещиванием мелодических линий.